# Зерієш
Зерієш (рум. Zărieș) — село у повіті Алба в Румунії. Входить до складу комуни Міхалц.
Село розташоване на відстані 269 км на північний захід від Бухареста, 15 км на північний схід від Алба-Юлії, 66 км на південь від Клуж-Напоки.

## Населення
За даними перепису населення 2002 року у селі проживали 8 осіб, усі — румуни. Усі жителі села рідною мовою назвали румунську.